# Sciaphylax
Sciaphylax är ett fågelsläkte i familjen myrfåglar inom ordningen tättingar. Släktet omfattar två arter som alla förekommer i Amazonområdet i Sydamerika:
- Maynasmyrfågel (Sciaphylax castanea)
- Kastanjestjärtad myrfågel (Sciaphylax hemimelaena)

Arterna i släktet placerades tidigare i Myrmeciza.